# Wapen van Oldeboorn

Wapen van Oldeboorn

Het wapen van Oldeboorn is het dorpswapen van het Nederlandse dorp Oldeboorn, in de Friese gemeente Heerenveen. Hoewel reeds lang bekend, werd het wapen in 1986 geregistreerd.

## Geschiedenis
Oldeboorn is een van de Friese dorpen waarvan een oud dorpswapen is overgeleverd. Zo wordt het aangetroffen op een gevelsteen boven de ingang van de plaatselijke Doelhofkerk. Ook is het wapen afgebeeld op de kelk van het avondmaalsstel van deze zelfde kerk.

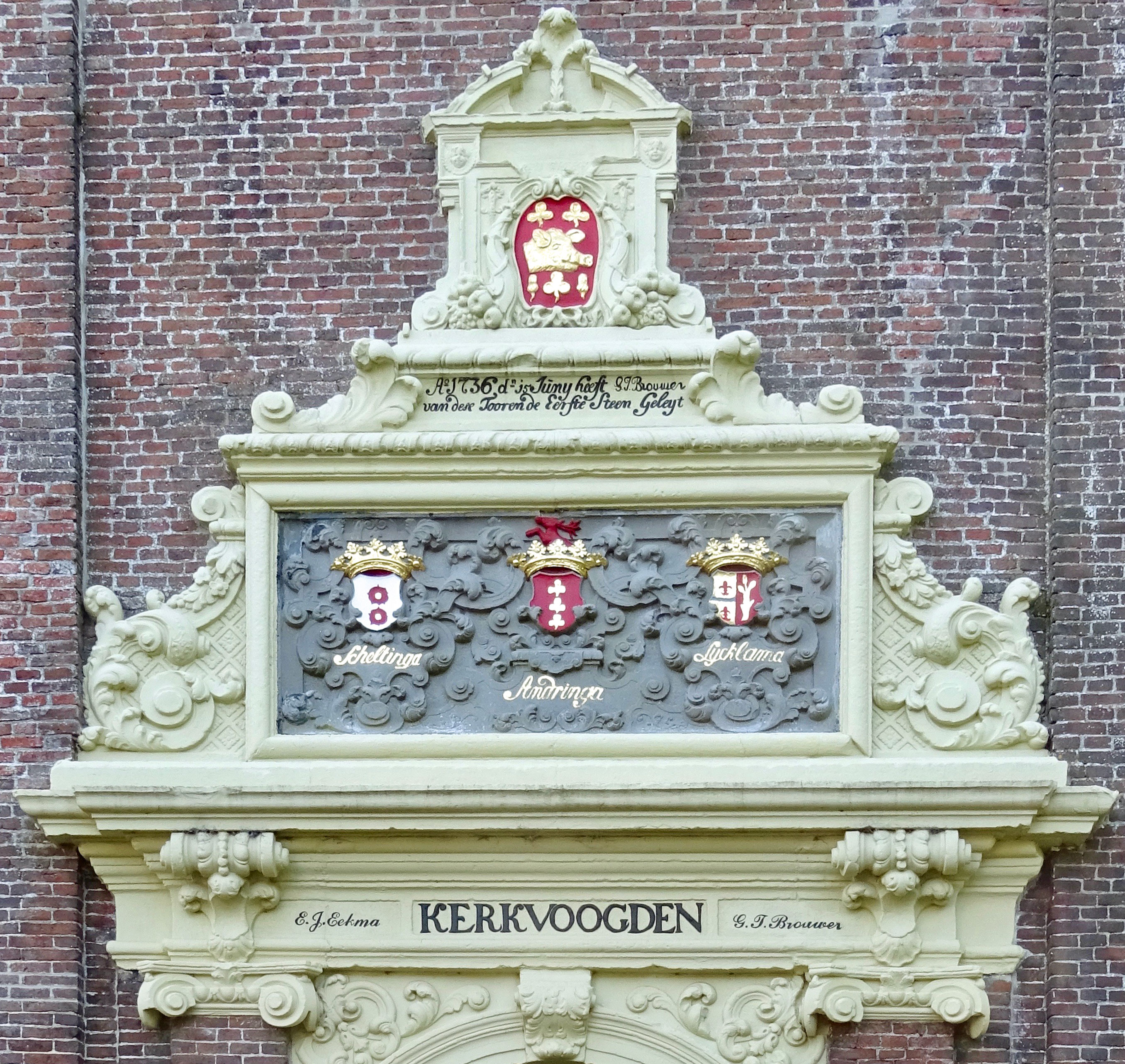
Het wapen van Oldeboorn boven de ingang van de Doelhofkerk.

## Beschrijving
De blazoenering van het wapen in het Fries luidt als volgt:
Yn read in omdraaide ôfsnijde bargekop, lofts en rjochts boppe yn it skyld in klaverblêd; ûnderoan yn it skyld twa ekkels mei in klaverblêd dertuskenyn, alles fan goud. Boppe it skyld in gouden kroan fan trije blêden en twa pearels, yn de holbân trije rútfoarmige reade en twa ovale griene edelstiennen (flekke-kroan).
De Nederlandse vertaling luidt als volgt:
In rood een omgedraaide afgesneden varkenskop, links en rechts boven in het schild een klaverblad; onderaan in het schild twee eikels met een klaverblad ertussenin, alles van goud. Boven het schild een gouden kroon van drie bladen en twee parels, in de hoofdband drie ruitvormige rode en twee ovale groene edelstenen (vleckekroon).
De heraldische kleuren zijn: keel (rood) en goud (geel). Het schild wordt gedekt door een zogenaamde "vleckekroon".

## Symboliek
- Varkenskop: afbeelding van een zogenaamd "Teunisvarken", attribuut van de heilige Antonius van Egypte. Hij was de beschermheilige van onder meer vee en boeren.[4]
- Kroon: het wapen wordt gedekt door een zogenaamde "vleckekroon", voorbehouden aan dorpen met stadse kenmerken. Zo had de vlecke Oldeboorn het waagrecht.[1]

## Zie ook

Vlag van Oldeboorn